# Ngai
Ngai je nejvyšší bůh stvořitel v některých východoafrických náboženstvích, například v kikujském náboženství, v samburském náboženství či v masajském náboženství. Oběti se tomuto bohu v Keni a Tanzanii přináší především pod posvátnými stromy, které hrají v tamějších tradičních náboženstvích klíčovou úlohu. Bůh Ngai přebývá na nebesích – může se projevit jako slunce, měsíc nebo blesk či duha. Ngai je nahlížen antropomorfně: má lidské vlastnosti, žehná, trestá, často se prochází po zemi, aby si prohlížel stvoření atd. Některé kikujské kmeny věří, že pozemským sídlem boha Ngaie je vrchol hory Mount Kenya. V masajských jazycích může slovo ngai vedle boha znamenat rovněž déšť (nahlížený jako dárce života).
Náboženské teze rozšířené ve východní Africe vypovídají, že vše stvořené pochází od Ngaie a všechny věci i skutečnosti si s ním uchovávají určité pouto. První lidé měli nejsilnější životní energii, protože jí byli vybaveni přímo od Ngaie, přičemž intenzitou své životní energie byli podobní bohu, žili s ním ve velmi těsném spojení, a dokonce se sami mohli stát bohy. V kikujském náboženství se předpokládá, že každý člověk je s bohem Ngaiem spojen poutem prostřednictvím svých předků. Pro Masaje je Ngai – nazývaný v jiné jazykové variaci také Enkai – nejvyšším bohem, který má mužské i ženské charakteristiky.